# 3135 Lauer
3135 Lauer este un asteroid din centura principală, descoperit pe 1 martie 1981 de Schelte Bus.